# 赤石路代
赤石 路代（あかいし みちよ、1959年10月11日 - ）は、日本の女性漫画家。埼玉県浦和市出身。武蔵野美術大学卒業。

## 概要
浦和第一女子高等学校時代は漫画同好会に所属。1979年、小学館新人コミック大賞に入選。1980年、『別冊少女コミック』1月増刊号掲載の「マシュマロティーはひとりで」でデビュー。1993年、「ワン・モア・ジャンプ」で第39回（平成5年・1993年度）小学館漫画賞児童部門を受賞。
その後、『月刊フラワーズ』で「めもくらむ〜大正キネマ浪漫〜」で完結、『姉系プチコミック』で「うしろに何かみえてますが」を連載中。『ミステリーボニータ』で不定期連載していた「天の神話 地の永遠シリーズ」完結。
『月刊フラワーズ』にて新連載「神無月紫子の優雅な暇潰し」が、そして『ミステリーボニータ』で「P.A.（プライベート・アクトレス）」の次世代編「P.As.（プライベート・アクターズ）〜風と共に来たりぬ〜」がスタートした。
Twitterで自身のアカウントにアクセスできなくなり、新しいアカウント「赤石路代2(@akaishimichiy0)」を作った。

## 作品リスト

### 連載コミック
- 別冊少女コミック連載
  - 燃えてMIKO（原作：牛次郎）（全4巻、文庫版全2巻）
  - ないしょのハーフムーン（全6巻、文庫版全3巻）
    - 高井麻巳子主演で単発テレビドラマ化された（『月曜ドラマランド』枠）

  - 姫100%（全4巻、文庫版全2巻）
  - 「あると」の「あ」（全4巻、文庫版全2巻）
    - 読み切り『フェアレディは涙をながす』4巻に収録

  - アスターリスク（全2巻、文庫版全1巻）
- ちゃお連載
  - アルペンローゼ（全9巻、FCDX版全4巻）
    - 『炎のアルペンローゼ』というタイトルでテレビアニメ化された

  - 天よりも星よりも（全8巻、ワイド版全4巻、文庫版全4巻）
  - ふ・し・ぎ・のRIN（全6巻）
  - ワン・モア・ジャンプ（全9巻、FCDX全4巻）
  - 夜がおわらない（全3巻）
- プチコミック、姉系プチコミック連載
  - P.A. プライベートアクトレス（全8巻と特別編、文庫版全4巻）  （2017年プチコミック40周年企画で新作が描かれた単行本未収録）
    - 榎本加奈子主演でテレビドラマ化された

  - SILENT EYE（全6巻、文庫版全3巻）
  - シネマの帝国（全4巻、文庫版全2巻）
  - VIDEO J（全3巻）
  - エキストラ・ガール（全4巻）
  - 鎌倉けしや闇絵巻（全7巻）
  - うしろに何かみえてますが（既刊6巻）
  - 箱庭の茶室[5]
- 月刊Asuka連載
  - SAINT（全5巻、文庫版全3巻）
- 歴史ロマンDX連載
  - アレクサンダー大王 -天上の王国-（全1巻）
- Cheese!連載
  - 永遠（とわ）かもしれない（全8巻、文庫版全4巻）
- Judy連載
  - 市長 遠山京香（全11巻）
- プチフラワー、月刊フラワーズ連載
  - AMAKUSA1637（全12巻）
  - 暁のARIA（全14巻）
  - エンジェル・トランペット（全13巻）
  - めもくらむ〜大正キネマ浪漫〜（全6巻）
  - 神無月紫子の優雅な暇潰し（既刊13巻）
- 凛花連載
  - アレクサンダー大王 -天上の王国-（『歴史ロマンDX』に連載されたものの続編、全3巻）
- ミステリーボニータ連載
  - 天の神話 地の永遠（全14巻）
    - 『永遠（とわ）かもしれない』の続編

  - P.As.（プライベート・アクターズ）（既刊6巻）
    - 『P.A.（プライベート・アクトレス）』の新世代編
- ChuChu連載
  - ファイヤー オン アイス（全1巻）

### 短編
- マシュマロティーはひとりで‥（『別冊少女コミック増刊』1980年1月号）
- ドヌーブにはなれないけど（『別冊少女コミック増刊』1980年5月号）
- 殺し文句を推理して（『別冊少女コミック』1980年10月号）
- ティータウンのうさぎたち（『別冊少女コミック』1980年12月号）
- ラブ・ウォーズ81（『別冊少女コミック増刊』1981年1月号）
- ラブカウント0-0（ラブオール）（『別冊少女コミック』1981年8月号）
- サンシャイン・ランナー（『別冊少女コミック』1982年4月号 - 5月号）
- ロンドン時間で会おうね（『ちゃお』1982年12月号）
- スパークリング・ストリート（『別冊少女コミック増刊』1982年7月号）
- アスファルト・プリンス?SSシリーズ2（『別冊少女コミック増刊』1983年4月号）
- 6秒の9月（『別冊少女コミック』1983年9月号）
- キャッチ30秒（『別冊少女コミック』1984年1月号 - 2月号）
- 狼は翔けてゆく?SSシリーズ3（『別冊少女コミック増刊』1984年2月号）
- アイドルはだれだ!!（1979年作品、『ポシェット』1984年vol7）
- トワイライトの猫だから（『別冊少女コミック』1984年 4月号）
- ラビュリントスの夜（『別冊少女コミック』1985年5月号）
- アンダー・スタディー（『別冊少女コミック』1985年12月号 - 1986年1月号）
- バーミリオンオーラ?SSシリーズ4（『別冊少女コミック増刊』1986年1月号）
- 今夜はフィジカル?SSシリーズ番外編（単行本書き下ろし、1987年）
- マリリンのどこがいいの（『ちゃおデラックス』1987年冬の号）
- その日は金曜日（『別冊少女コミック』1989年9月号）
- 土曜日にはきっと行くから（『ASUKA』1990年12月号）
- ヴィヴィアン・リーが殺した（『プチコミック』1991年2月号）
- フェアレディは涙をながす（『別冊少女コミック』1991年7月号）
- W?影のない午後（『ちゃおDX』1991年夏休み増刊号）
- サンライズレッド?SSシリーズ5（『ちゃおDX』1992年冬休み増刊号）
- NEWS6:30（『プチコミック』1995年6月号）
- 健全な精神は健全な肉体に宿るわけではない（『少女コミックCheese! 増刊』1995年9月15日号）
- TRUE COLOR（1995年TRUE COLOR書き下ろし）
- フ・リ・ンということ（『少女コミックCheese!増刊』1996年1月15日号）
- そして天使は微笑んだ（『プチコミック』1996年7月号）
- 雨の似合う部屋（『少女コミックCheese!』1996年10月号 - 11月号）
- LANDRY（『少女コミックCheese!』1997年4月号）
- かたつむりの時間（『少女コミックCheese!』1997年7月号）
- ストロベリームーン（『プチコミック』1998年10月号）
- そして白くふりつもる?永遠かもしれない番外編（『少女コミックCheese!』2000年5月20日号）
- NEWS9:05（『プチコミック』2000年8月号）
- デザート・ストーム?サイレント・アイ番外編（『プチコミック』2001年8月号）
- いつか黄昏に出会う（『プチコミック2001年1月増刊』）
- あの星からやってきた（『colletミステリー』2001年9月号）
- 野薔薇の庭?永遠かもしれない番外編（『プチコミック』2001年10月号）
- 赤ちゃんはどこからくるの？（『colletミステリー』2002年1月号）
- 殺人は煙草の前に（『colletミステリー』2002年3月号）
- セブンピース（『プチコミック』2005年10月号）
- ケータイが落ちていた。（『プチコミック』2006年3月号）
- 桜ノ木ノ下デ（『増刊flowers凛花』2012年）
- 風ガ来タ午後（『増刊flowers』2013年2号）
- 海ヘト続ク地図ニ無イ道（『月刊flowers』2013年6月号）
- 君二送ル11通ノ手紙（『増刊flowers』2014年）
- 青い花の丘の夢を見ている（『月刊flowers増刊』2014年）
- 陽はまたのぼる（タイ人身取引撲滅啓発冊子用書き下ろし2015年）
- 花ハココニ咲イテル（『増刊flowers』2015年春号）
- 窓ノムコウノ夏（『月刊flowers』2016年1月号）
- ソノ音ガ聞コエルカ（『増刊flowers』2017年春号）
- ワタシノカワイイ家（『増刊flowers』2017年秋号）
- エンジェル・トランペット アフターストーリーズ
  - 白骨村殺人（かもね）事件（『増刊flowers』2018年秋号・冬号）
  - 月の犬（『増刊flowers』2019年春号）
  - ダーウィンのお言葉（『増刊flowers』2019年夏号）
  - 探偵さん物語（『増刊flowers』2019年冬号）
- 虹がすむ君の（『月刊flowers』2023年2月号[6]）

### 小説
- 明日・わたしに・殺される
- NAOYA L⇔R